# 남지도서관
남지도서관은 경상남도 창녕군 남지읍 남지리 소재의 도서관이다.

## 연혁
- 1983년 3월 경상남도 도립 도서관 설치 조례 공포
- 1992년 11월 남지도서관 청사 준공
- 1993년 4월 남지도서관으로 개관.
- 1999년 8월 도서관 업무 전산화 완료
- 2000년 1월 인터넷 정보코너 및 홈페이지 제작
- 2001년 2월 경상남도 평생 학습관 지정
- 2001년 11월 문화기반시설 관리운영평가 장려상 수상
- 2002년 9월 남지도서관 디지털 자료실 개실
- 2007년 12월 어린이 자료실 개실
- 2008년 11월 다목적실 증축
- 2010년 12월 남지도서관 홈페이지 전면 개편 및 전산장비 교체
- 2011년 2월 종합 자료실 증축 및 디지털 자료실과 통합
- 2012년 8월 RFID 전산 시스템 구축
- 2013년 9월 어린이 자료실 확장 및 리모델링
- 2016년 7월 경상남도 교육청 소속 공공도서관 정보시스템 통합
- 2017년 9월 도서관 외벽교체 및 장애인 승강기 증축

## 이용 안내
이용 시간
- 어린이자료실(1층), 종합자료실(2층): 화~일요일 09:00 ~ 18:00
- 열람실(2층): 매일 08:00 ~ 22:00 (월요일 및 국경일 등 휴관일은 18:00 까지)

휴관일
- 매주 월요일
- 관공서 공휴일(일요일은 제외)
- 도서관 사정으로 쉬는 날 및 관장이 공고한 날